# Шанте
Шанте́ (фр. Chanteix, окс. Chantau) — коммуна во Франции, находится в регионе Лимузен. Департамент — Коррез. Входит в состав кантона Сейяк. Округ коммуны — Тюль.
Код INSEE коммуны — 19038.
Коммуна расположена приблизительно в 400 км к югу от Парижа, в 70 км юго-восточнее Лиможа, в 12 км к северо-западу от Тюля.

## Население
Население коммуны на 2008 год составляло 565 человек.
| 1962 | 1968 | 1975 | 1982 | 1990 | 1999 | 2008 |
| ---- | ---- | ---- | ---- | ---- | ---- | ---- |
| 574  | 642  | 565  | 520  | 520  | 515  | 565  |

## Администрация
| Период | Период | Фамилия        | Партия                              | Примечания |
| ------ | ------ | -------------- | ----------------------------------- | ---------- |
|        | 1995   | Габриель Барра |                                     |            |
| 1995   |        | Жан Муза       | Французская коммунистическая партия |            |

## Экономика
В 2007 году среди 323 человек в трудоспособном возрасте (15-64 лет) 231 были экономически активными, 92 — неактивными (показатель активности — 71,5 %, в 1999 году было 72,3 %). Из 231 активных работали 227 человек (121 мужчина и 106 женщин), безработных было 4 (2 мужчин и 2 женщины). Среди 92 неактивных 18 человек были учениками или студентами, 50 — пенсионерами, 24 были неактивными по другим причинам.

## Достопримечательности
- Церковь Сен-Мишель (XII век). Памятник истории с 1972 года[3]

## Фотогалерея
- Типичный дом в Коррезе
- Карта коммуны